# نقار حقيقي
النقار الحقيقي (الاسم العلمي: Picus) هو جنس من الطيور يتبع الفصيلة النقارية الحقيقية من رتبة نقاريات الشكل.

## أنواع النقار الحقيقي
- نقار قرمزي
- نقار أخضر العرف
- نقار قرمزي الجناحين
- نقار أصفر العنق
- نقار مشطرج الحنجرة
- نقار مخطط الصدر
- نقار مقلم
- نقار مخطط الحنجرة
- نقار محرشف
- نقار ياباني
- نقار أخضر أوراسي
- نقار أخضر إيبيري
- نقار لوفايون
- نقار أسود الرأس
- نقار رمادي الوجه